# Lars Brundin
Lars Zakarias Brundin, född 30 maj 1907 i Torstuna församling, Uppsala län, död 18 november 1993 i Danderyd, Stockholms län, var en svensk entomolog.
Brundin disputerade 1934 vid Lunds universitet på en doktorsavhandling om skalbaggar i Torneträsk-området. Han var professor och föreståndare vid entomologiska avdelningen vid Naturhistoriska riksmuseet 1957-1973. Han blev ledamot av Vetenskapsakademien 1969 och av Fysiografiska sällskapet i Lund 1971.

### Tryckt litteratur
- Brundin, Lars i Vem är det 1969

### Fotnoter
1. ↑  Brundin, Lars (1934) (på tyska). Die Coleopteren des Torneträskgebietes: ein beitrag zur Ökologie und Geschichte der Käferwelt in Schwedisch-Lappland. Lund: Förf. Libris 511591